# Andrea Trepat
Andrea Trepat (Linyola, 18 dicembre 1986) è un'attrice e modella spagnola, nota per aver interpretato il ruolo di Camila nella serie Grand Hotel - Intrighi e passioni (Gran Hotel).

## Biografia
Andrea Trepat è nata il 18 dicembre 1986 a Linyola, in provincia di Lleida (Spagna), fin da piccola ha mostrato un'inclinazione per la recitazione.

## Carriera
Andrea Trepat ha seguito vari corsi di formazione legati alla recitazione tra cui un corso Meinster, presso il Waterfront Playhouse Conservatory di Berkeley, negli Stati Uniti, oltre a vari corsi di canto e doppiaggio. Nel 2002 ha iniziato la sua carriera di attrice nel cortometraggio Campamento Sangriento 2 diretto da James J. Wilson. Nel 2008 ha fatto il suo debutto nel mondo della televisione con il ruolo di Natalia nella serie Zoo. L'anno successivo, nel 2009, ha interpretato il ruolo di Manuela nel documentario Xavier Mina, sueños de libertad. Los sitios de Zaragoza diretto da Albert Solé.
Nel 2010 ha recitato nel film La vida empieza hoy diretto da Laura Mañá e nel cortometraggio Morir cada día diretto da Aitor Echeverría (nel ruolo di Blanca). Nello stesso anno ha recitato in un episodio della serie Pelotas. Nel 2011 ha interpretato il ruolo di Elisabet de Gascunya nella miniserie Ermessenda. Nello stesso anno ha ricoperto il ruolo di nel cortometraggio La muerte de Marat diretto da Patricia Beleña. Nel 2013 è entrata a far parte del cast della serie Grand Hotel - Intrighi e passioni (Gran Hotel), in cui ha ricoperto il ruolo di Camila e dove ha recitato insieme ad attori come Yon González, Amaia Salamanca, Adriana Ozores, Concha Velasco e Llorenç González.
Nel 2014 ha recitato nei film Las aventuras de Lily Ojos de Gato diretto da Yonay Boix e in Il club degli incompresi (El club de los incomprendidos) diretto da Carlos Sedes (nel ruolo di Ester). Nello stesso anno ha recitato nei cortometraggi Playback diretto da Nico Aguerre, in No veas diretto da Jaime Alonso de Linaje (nel ruolo di Lucía) e in Con la boca cerrada diretto da Anna Farré Añó. Nel 2016 ha interpretato il ruolo di Becaria Lili nel film 100 Metros diretto da Marcel Barrena. Nello stesso anno ha ricoperto il ruolo di Cristina nella serie Mar de plástico ed ha anche recitato nella web serie Èxit. Nel 2018 ha recitato nel cortometraggio End diretto da Álvaro García Company.
Nel 2019 ha ricoperto il ruolo di Bolina nel cortometraggio Bolina diretto da Francesca Català Margarit. L'anno successivo, nel 2020, ha interpretato il ruolo di Irina nella serie Caronte e quello di Asunción nella serie Inés dell'anima mia (Inés del alma mía). Nello stesso anno ha recitato nel film Rifkin's Festival diretto da Woody Allen. Nel 2021 è entrata a far parte del cast della serie Per sempre (Amar es para siempre), nel ruolo di Paloma. Nel 2022 ha interpretato il ruolo di Alexandra Baeza nel film La Paradoja de Antares diretto da Luis Tinoco.

## Filmografia

### Cinema
- La vida empieza hoy, regia di Laura Mañá (2010)
- Todo parecía perfecto, regia di Alejo Levis (2014)
- Las aventuras de Lily Ojos de Gato, regia di Yonay Boix (2014)
- Il club degli incompresi (El club de los incomprendidos), regia di Carlos Sedes (2014)
- 100 Metros, regia di Marcel Barrena (2016)
- Rifkin's Festival, regia di Woody Allen (2020)
- La Paradoja de Antares, regia di Luis Tinoco (2022)

### Televisione
- Zoo – serie TV, 3 episodi (2008)
- Pelotas – serie TV, 1 episodio (2010)
- Ermessenda – miniserie TV, 2 episodio (2011)
- Grand Hotel - Intrighi e passioni (Gran Hotel) – serie TV, 12 episodi (2013)
- Mar de plástico – serie TV, 8 episodi (2016)
- Caronte – serie TV, 12 episodi (2020)
- Inés dell'anima mia (Inés del alma mía) – serie TV, 1 episodio (2020)
- Per sempre (Amar es para siempre) – serie TV (dal 2021)
- Regina rossa - serie TV 7 episodi (2024)

### Documentari
- Xavier Mina, sueños de libertad. Los sitios de Zaragoza, regia di Albert Solé (2009)

### Cortometraggi
- Campamento Sangriento 2, regia di James J. Wilson (2002)
- Morir cada día, regia di Aitor Echeverría (2010)
- La muerte de Marat, regia di Patricia Beleña (2011)
- Playback, regia di Nico Aguerre (2014)
- No veas, regia di Jaime Alonso de Linaje (2014)
- Con la boca cerrada, regia di Anna Farré Añó (2014)
- End, regia di Álvaro García Company (2018)
- Bolina, regia di Francesca Català Margarit (2019)

## Web TV
- Èxit (2016)

## Doppiatrici italiane
Nelle versioni in italiano delle opere in cui ha recitato, Andrea Trepat è stata doppiata da:
- Erica Necci in Il club degli incompresi,[26] Inés dell'anima mia[27]
- Sophia Di Pietro in Grand Hotel - Intrighi e passioni[28]
- Katia Sorrentino in Regina rossa[29]

## Riconoscimenti
- Alcalá de Henares Short Film Festival
  - 2010: Vincitrice come Miglior interpretazione femminile per il cortometraggio Morir cada día

- Iberoamerican Short Film Competition
  - 2011: Vincitrice come Miglior attrice in un cortometraggio per Morir cada día